# Edgars Kulda
Edgars Kulda (* 13. listopadu 1994 Riga) je lotyšský lední hokejista hrající na postu útočníka. Patří rovněž do kádru lotyšské hokejové reprezentace.

## Život
S hokejem začínal v rižském celku BHS. S týmem SK Riga hrál v ročníku 2009/2010 Mládežnickou hokejovou ligu. Další sezónu (2011/2012) nastupoval za HK Riga. Na ročník 2012/2013 odešel z Evropy do severní Ameriky, kde za kanadský klub Edmonton Oil Kings hrál následující tři sezóny Western Hockey League (WHL). Za sezónu 2013/2014 získal prestižní ocenění Stafford Smythe Memorial Trophy udělovanou nejužitečnějšímu hráči Memorial Cupu představující playoff soutěže WHL. V tu dobu byl navíc roku 2014 v sedmém kole jako celkově 193. ve vstupním draftu National Hockey League (NHL) vybrán klubem Arizona Coyotes.
Na sezónu 2015/2016 se vrátil zpět do své vlasti a za tým Dinamo Riga nastupoval tři roky v Kontinentální hokejové lize (KHL), přičemž během posledního z těchto tří ročníků (2017/2018) v závěru sezóny přestoupil do HK Liepāja hrajícího nejvyšší lotyšskou soutěž. Poté změnil působiště a odešel hrát do České republiky, do celku zlínských Beranů. Vydržel zde jeden rok a po něm se na sezónu 2019/2020 stěhoval do kazašského celku HK Saryarka Karaganda hrající Všeruskou hokejovou ligu (VHL). I tentokrát po roce měnil své působiště, když se v rámci stejné soutěže přesunul do Metallurgu Novokuzněck. Znovu po odehrání jedné sezóny se na ročník 2021/2022 přemístil do Dinama Riga hrající KHL a poté do HK Zemgale nastupující v nejvyšší lotyšské soutěži. Následně opět měnil klub a ročník 2022/2023 začal v dánském celku EfB Ishockey. Na konci listopadu 2022 se stal posilou českého mužstva Slavia Praha. Na začátku sezóny 2024/2025 se stal posilou českého mužstva HC Dukla Jihlava.